# Phaonia insularis
Phaonia insularis är en tvåvingeart som först beskrevs av Camillo Rondani 1871.  Phaonia insularis ingår i släktet Phaonia och familjen husflugor.
Artens utbredningsområde är Italien. Inga underarter finns listade i Catalogue of Life.